# Berlin Station
Berlin Station est une série télévisée américaine d'espionnage en 29 épisodes de 52 minutes créée par Olen Steinhauer et diffusée entre le 16 octobre 2016 et le 17 février 2019 sur Epix, et au Canada à partir du 15 mai 2017 sur Super Channel.
Les deux premiers épisodes ont aussi été diffusés en septembre 2016 sur différents supports sur le web dont The New Yorker, The Washington Post, Huffington Post, Crackle, Roku et Xbox One.
En France, la série est diffusée à partir 15 avril 2018 sur la chaîne payante 13e rue. Elle reste inédite dans tous les autres pays francophones.

## Synopsis
Daniel Miller, un agent de la CIA envoyé à Berlin, est chargé de découvrir de manière officieuse la source qui alimente un célèbre lanceur d'alerte, Thomas Shaw.

## Distribution

### Principaux
- Richard Armitage (VF : Xavier Fagnon) : Daniel Miller
- Richard Jenkins (VF : Philippe Catoire) : Steven Frost
- Rhys Ifans (VF : Christian Gonon) : Hector DeJean
- Michelle Forbes (VF : Juliette Degenne) : Valerie Edwards
- Tamlyn Tomita (VF : Yumi Fujimori) : Sandra Abe (saison 1)
- Leland Orser (VF : Bernard Gabay) : Robert Kirsch
- Bernhard Schütz (de) (VF : Michel Voletti) : Hans Richter
- Sabin Tambrea (VF : Françoua Garrigues) : Julian De Vos (saison 1)
- Richard Dillane (VF : Jérôme Keen) : Gerald Ellman
- Keke Palmer (VF : Fily Keita) : April Lewis[3] (depuis la saison 2)
- Ashley Judd (VF : Marjorie Frantz) : BB Yates[4] (saison 2)
- Brandon Spink (VF : Enzo Ratsito) : Noah, fils de Robert Kirsch[5] (saison 2)
- Scott William Winters (VF : Patrice Baudrier) : Nick Fischer[6] (saison 2)
- John Doman (VF : Jacques Frantz) : Richard Hanes (saison 2)
- Ismael Cruz Córdova (VF : Eilias Changuel) : Rafael Torres (saison 3)

### Récurrents
- Caroline Goodall (VF : Martine Irzenski) : Kelly Frost
- Zahra Ahmadi (en) (VF : Audrey Sablé) : Clare Itani
- Daniela Ziegler (de) (VF : Annie Le Youdec) : Golda Friedman

- Version française
  - Société de doublage : Dubbing Brothers
  - Direction artistique : Marie-Christine Chevalier
  - Adaptation des dialogues :

 Source et légende : version française (VF) sur RS Doublage

## Développement
Epix a annoncé la production de la série le 21 mai 2015. Olen Steinhauer en est le créateur. Le tournage a débuté à Berlin en novembre 2015.
Le 29 mars 2019, la série est annulée.

## Épisodes

### Première saison (2016)
1. Retour à Berlin (Station to Station)
2. Consciences Tranquilles ? (Lights Don't Run on Loyalty)
3. Une question de loyauté (Riverrun Dry)
4. On se reverra de l'autre côté (By Way of Deception)
5. Les Épouses de Daesh (Unter Druck)
6. L'Opération Iosava (Just decisions)
7. Une preuve de vie (The Mercy Seat)
8. Double visage (False Negative)
9. Thomas Shaw (Thomas Shaw)
10. L'union fait la vérité (Oratorio Berlin)

### Deuxième saison (2017)
Le 17 novembre 2016, une deuxième saison de dix épisodes a été commandée. Sa diffusion débute le 15 octobre 2017.
1. Tout va extrêmement bien (Everything's Gonna Be Alt-Right)
2. Les lumières n'alimentent pas la fidélité (Right Here, Right Now)
3. Droit au cœur (Right to the Heart)
4. En plein cœur (Do the Right Thing)
5. Une opération explosive (Right of Way)
6. L'hameçon était presque parfait (The Right Hook)
7. La Dernière Ligne droite (Right and Wrong)
8. Entre la vie et la mort (The Righteous One)
9. Compte à rebours (Winners Right the History Books)

### Troisième saison (2018-2019)
Le 6 décembre 2017, la série a été renouvelée pour une troisième saison. Sa diffusion débute le 2 décembre 2018.
1. Aut Concilio Aut Ense (Aut Concilio Aut Ense)
2. Comme une trainée de poudre (Fire Knows Nothing of Mercy)
3. Ce mensonge de toujours (The Old Lie)
4. L'Art de ferrer le poisson (If You Swear, You'll Catch No Fish)
5. Le rêve de quatre policiers (The Dream of the Four Policemen)
6. Dans le froid de l'enfer (In Cold Hell)
7. Ce que mon œil craindra de voir (The Eye Fears When It Is Done to See)
8. La Datcha verte (The Green Dacha)
9. La fin de la guerre (End of War)
10. Le livre des déchus (Book of the Fallen)

## Univers de la série

### Expérience interactive
Le site berlinstation.com offre un aperçu des personnages, de l'histoire et de Berlin à travers la technologie Wirewax de vidéo interactive à 360°. Son contenu est mis à jour à chaque nouvel épisode.

## Accueil

### Réception critique
L'agrégateur de critiques Metacritic lui accorde une note de 65 sur 100 et celui de Rotten Tomatoes un score de 70 %.